# Canal Bárbara
El canal Bárbara  es uno de los canales fueguinos que separa la isla Santa Inés de la isla Clarence en la región austral de Chile uniendo las aguas del estrecho de Magallanes con las del océano Pacífico.
Administrativamente pertenece a la Región de Magallanes y Antártica Chilena, provincia de Magallanes, comuna de Punta Arenas.
Desde hace aproximadamente 6000 años hasta mitad del siglo XX sus costas fueron habitadas por el pueblo kawésqar. A comienzos del siglo XXI este pueblo había sido prácticamente extinguido por la acción del hombre blanco.

## Recorrido
El canal Bárbara comunica el estrecho de Magallanes con el océano Pacífico Sur, separando la isla Santa Inés de la isla Clarence. Tiene 45 millas de largo, desde su entrada norte en el cabo Edgeworth hasta la isla Henry por el sur. Su curso es tortuoso por la configuración de las costas de las islas que separa y por los bajos fondos e islas que hay en su curso. En general es ancho y profundo, pero tiene varias angosturas, la principal es el paso Shag, limpio y profundo, pero en su parte más angosta tiene solo un cable de ancho. 
La corriente creciente proviene del norte es decir desde el estrecho de Magallanes, la vaciante corre en sentido opuesto. Las corrientes tiran con fuerza en las angosturas, en el paso Shag, en sizigia, llega a 7 nudos. En su curso hay algunos buenos puertos, tales como puerto Dean y puerto Nutland entre otros.

## Historia
Desde hace unos 6000 años sus aguas eran recorridas por los pueblos kawésqar y yámanas, nómades canoeros, recolectores marinos. que acudían a este sector del archipiélago de Tierra del Fuego en búsqueda de pirita de hierro con la que encendían fuego. Esto duró hasta mediados del siglo XX en que prácticamente ya habían sido extinguidos por la acción del hombre blanco.
Durante el año 1713 la tartana francesa Santa Bárbara al mando del capitán Marchant efectuó trabajos hidrográficos en los canales fueguinos. Descubrió el actual canal Bárbara, al que bautizó con el nombre de su nave y también descubrió otro canal paralelo a este al que llamó Jarouzel, probablemente el actual canal Acwalisnan.
A fines del siglo XVIII, a partir del año 1788 comenzaron a llegar a la zona los balleneros, los loberos y cazadores de focas ingleses y estadounidenses y finalmente los chilotes.
En abril de 1828 el comandante Phillip Parker King a bordo de la goleta Adelaide efectuó el reconocimiento y levantamiento de la parte norte del canal. Al paso le puso Shag por la gran cantidad de cormoranes que lo sobrevolaban. (Shag=Cormorán) También exploró la parte sur del paso Shag, especialmente el seno Helado donde encontró gran cantidad de hielo flotando que se desprendía de un gran glaciar.
Durante los años 1897 y 1898 la cañonera Magallanes de la Armada de Chile efectuó trabajos hidrográficos en el canal.
El canal está dentro de la Reserva nacional Alacalufes dependiente de la Corporación Nacional Forestal.
Su entrada norte que incluye la isla Cayetano, el paso Shag y el seno Helado pertenecen a lo que se conoce como Parque Marino Francisco Coloane, un Área Marina Costera Protegida de Múltiples Usos (AMCP-MU) impulsada por el gobierno de Chile y cuyo objetivo es preservar el área de alimentación de la Ballena Jorobada (Meganoptera novaeangliae), conservar el área de reproducción del Pingüino de Magallanes (Spheniscus magellanicus) y Lobo Marino Común (Otaria flavencens), y proteger las comunidades ecológicas asociadas.

## Economía
En sus aguas se observan lobos de mar, nutrias, delfines y ballenas. También hay gran cantidad de camarones rojos, alimento principal de las ballenas. A comienzos del siglo XXI se explota la extracción de centollas.

### Turismo
A contar de fines del siglo XX algunas empresas han implementado el ecoturismo marítimo desde la ciudad de Punta Arenas hasta el área norte del canal Bárbara que reúne un relativamente fácil acceso y tiene atractivos que incluyen whalewatching, pinguineras, lobos marinos, fauna en general y paisajes.

## Islas e islotes

### Isla Cayetano
Se encuentra en medio de la entrada al canal Bárbara desde el estrecho de Magallanes. Está 2 millas al sureste del cabo Edgeworth y a 3½ millas al sur del grupo Charles. Tiene 6 millas de largo en su eje N-S y 5½ millas en el eje E-W.
Los lados norte y oeste de la isla forman la costa oriental de la entrada norte del canal Bárbara. Sus lados este y sur están separados de la isla Clarence por canales que no son navegables por la cantidad de islas, islotes y angosturas que presentan. 
En el sector NE se eleva el monte Sylvia y en el sector SW el monte Cayetano. En su costa este se abre el puerto Lángara.

### Isla Guardián Brito
Ubicada al SE de la isla Santa Inés y al E de la bahía Stokes. Tiene 14 millas de largo en el eje N-S y 8 de ancho en la dirección E-W

### Islas Staines
La isla tiene poco más de 5 millas de largo por 1¼ de ancho. Situada a 4 millas al este del puerto Hewett. Desprende hacia el oriente, hacia el canal Bárbara, numerosas islas, la mayor llamada Otazo, e islotes que bloquean casi totalmente el canal que separa las islas Staines y Guardian Brito.

### Isla Stanley
Se encuentra 3 millas al este del grupo de las islas Staines. Junto con otras islas, islotes y escollos forman otro grupo en el que destaca por su porte la isla Santibáñez y los islotes Contramaestre, los más alejados hacia el sur. 
En su extremo NW se sitúa un monte de 213 metros de alto. Al este de dicho monte se encuentra la caleta Orompello y al sur  del mismo, la caleta Gómez.

### Islotes Mogotes
Es un grupo de islotes que se encuentra en el eje del canal entre las islas Staines y la isla Stanley.

## Canales, pasos y angosturas

### Canal González
Separa la isla Santa Inés de la isla Guardián Brito y une el canal Bárbara con el océano Pacífico a través de la bahía Stokes. Tiene aproximadamente 10 millas de largo orientado al NE-SW. Su entrada por el canal Bárbara se denomina paso Lagreze. 
Es ancho y limpio. Muy profundo y seguro para la navegación de todo tipo de embarcaciones.

### Paso Shag
Se encuentra a 4 millas al SW de la entrada norte del canal Bárbara entre la isla Santa Inés y la isla Cayetano. Su curso está obstruido por bajos fondos, islotes e islas que solo permiten su navegación bordeando la costa de la isla Santa Inés.
El paso es limpio y profundo. En la parte más angosta, a la altura de la isla Wet, tiene solo un cable de ancho. Su navegación continúa entre la isla Santa Inés y la isla Alcayaga. La corriente creciente tira hacia el sur y la vaciante hacia el norte. En sicigias alcanza los 7 nudos.

### Paso Adelaida
Comunica los canales Bárbara y Cockburn. Es limpio y profundo. De fácil navegación. Separa el extremo suroeste de la isla Clarence de las islas Enderby y Vidal Gormáz.

### Paso Águila
Comunica los canales Bárbara y Cockburn. Muy profundo y limpio, fácil de navegar. Está ubicado entre las islas Clavel y las islas Enderby y Vidal Gormáz.

### Paso Sur
Comunica los canales Bárbara y Cockburn. Muy profundo,limpio y de fácil navegación. Está entre las islas Clavel y la isla Henry.

### Angostura Sur
Se forma entre la isla Santa Inés y la isla Browell. Tiene el largo de una milla en dirección NW-SE y un ancho de aproximadamente 4 cables. Para su navegación se recomienda hacerlo a medio canal pero un tanto más cerca de la isla Browell.
Está en el sector sur del canal Bárbara, que es la parte más difícil de toda su navegación. Su entrada desde el océano es por entre las islas del grupo Magill, la carta de navegación es la mejor guía para el navegante.

## Bahías, senos y ensenadas

### Bahía Broderip
Está ubicada 5 millas al oeste del paso Shag. En su costa norte se forman varias caletas que tienen buenos fondeaderos. La mejor es caleta Dinner, abrigada y con buen fondeadero en 18 metros.

### Bahía Brown
Se encuentra 5 millas al SSW de la bahía Nort. Ofrece fondeadero en una pequeña caleta del lado norte de su entrada en 14 metros de profundidad y fondo de arena. La parte sur de la entrada a la bahía está cubierta de islotes.

### Seno Helado
Se ubica en la punta norte de caleta Dinner. En él se vacía un ventisquero de gran extensión que desprende grandes témpanos que la corriente o el viento arrastran fuera del estuario. Es muy profundo y no se ha encontrado fondeadero.

### Ensenada Smyth
Se encuentra  inmediatamente al sur de la caleta Dighton y a 2,5 millas al SW del cabo Edgeworth. Tiene un saco de 3,5 millas en dirección WNW y un ancho medio de ½ milla. Esta rodeada por tierras muy elevadas. Es muy profunda, excepto en caleta Earle donde hay fondeadero para casos de emergencia. Los cerros del fondo están cubiertos por glaciares.

## Puertos y caletas

### Puerto Dean
Situado 5 millas al WNW del paso Shag. Está en un estuario que sigue la misma dirección del ventisquero del seno Helado. Es muy profundo y no se conoce donde fondear.

### Puerto Nutland
Se encuentra 2,5 millas al sur de la bahía Broderip, señalado por las islas Hill. En su fondeadero de arena y fango se sondan 15 a 18 metros.

### Puerto North
Ubicado 10 millas al sur de la isla Browell y en la costa este de la isla Guardián Brito. Medianamente seguro para naves chicas.
El tramo del canal Bárbara comprendido entre el puerto Nort y la isla Staines, más al sur, está repleto de escollos y arrecifes.

### Puerto Hewett
Se encuentra en el extremo SE de la isla Guardián Brito sobre el paso Aviador Ibañez. Es pequeña pero es un buen lugar de espera. El fondeadero está en el lado norte del puerto en 16 metros de profundidad.

### Caleta Warrington
Se abre en el litoral este de la isla Santa Inés en la costa occidental de la entrada desde el estrecho de Magallanes al canal Bárbara.
Ofrece buen fondeadero aunque está muy abierta al viento del este.

### Caleta Dighton
Está ubicada en la entrada del canal Bárbara desde el estrecho de Magallanes sobre la costa de la isla Santa Inés. Aunque abierta al viento del E ofrece un muy buen fondeadero en 36 metros de profundidad frente a una playa de arena.